# Əbil
Əbil è un comune dell'Azerbaigian situato nel distretto di Saatlı. 